# Viper (cinema)
La Viper è una telecamera per cinematografia digitale prodotta dal gruppo Thomson Grass Valley. Si tratta di una telecamera a 3 CCD, con una risoluzione di 1920×1080 pixel.

## Storia
Dopo una serie di produzioni indipendenti, il primo film di larga diffusione realizzato con una Viper è stato Collateral di Micheal Mann, seguito da Miami Vice, ripreso con un Viper e registrato su HDCAM. Il film Zodiac, del 2007, è stato girato con una Viper anche se non completamente: le scene ad alta velocità sono infatti state riprese in pellicola.

## Aspetti tecnici
Una delle principali caratteristiche della Viper è la capacità di registrare in formato RAW (chiamato FilmStream), permettendo un maggiore controllo in fase di post produzione. In questo caso, si ottiene un flusso di dati grezzi 4:4:4. La telecamera può anche produrre un segnale video standard 4:4:4 RGB, e anche un flusso 4:2:2 HD, registrabile su videoregistratori convenzionali.
Una caratteristica esclusiva, invece, è il Dynamic Pixel Management, che permette di modificare il rapporto d'aspetto desiderato accorpando i pixel verticali, senza bisogno di tagliare l'immagine verticalmente (perdendo risoluzione) o tramite lenti anamorfiche.
La Viper è nota anche per la sua sensibilità molto elevata. Gran parte del film Collateral è stata girata di notte, a Los Angeles, con un'illuminazione aggiuntiva, rispetto a quella esistente, molto ridotta.
La Viper non ha un videoregistratore incorporato. La registrazione avviene su nastri o hard disk esterni, oppure su registratori a stato solido (Venom) agganciati alla telecamera (esattamente come se fossero i magazzini complanari di una cinepresa), in grado di essere poi interfacciati direttamente ai sistemi di post produzione.